# 小行星4009
小行星4009（4009 Drobyshevskij）是一颗绕太阳运转的小行星，为主小行星带小行星。该小行星于1977年3月13日发现。

## 轨道参数
小行星4009的轨道半长轴为3.1329669 UA，离心率为0.14。